# تود هيوز
تود هيوز (بالإنجليزية: Todd Hughes)‏ هو كاتب سيناريو ومخرج أمريكي، ولد في 13 أغسطس 1963 في سولت ليك في الولايات المتحدة.

## وصلات خارجية
- تود هيوز على موقع IMDb (الإنجليزية)
- تود هيوز على موقع ألو سيني (الفرنسية)
- تود هيوز على موقع أول موفي (الإنجليزية)
- تود هيوز على موقع قاعدة بيانات الفيلم (الإنجليزية)
- تود هيوز على موقع كينوبويسك (الروسية)